# Navaja suiza

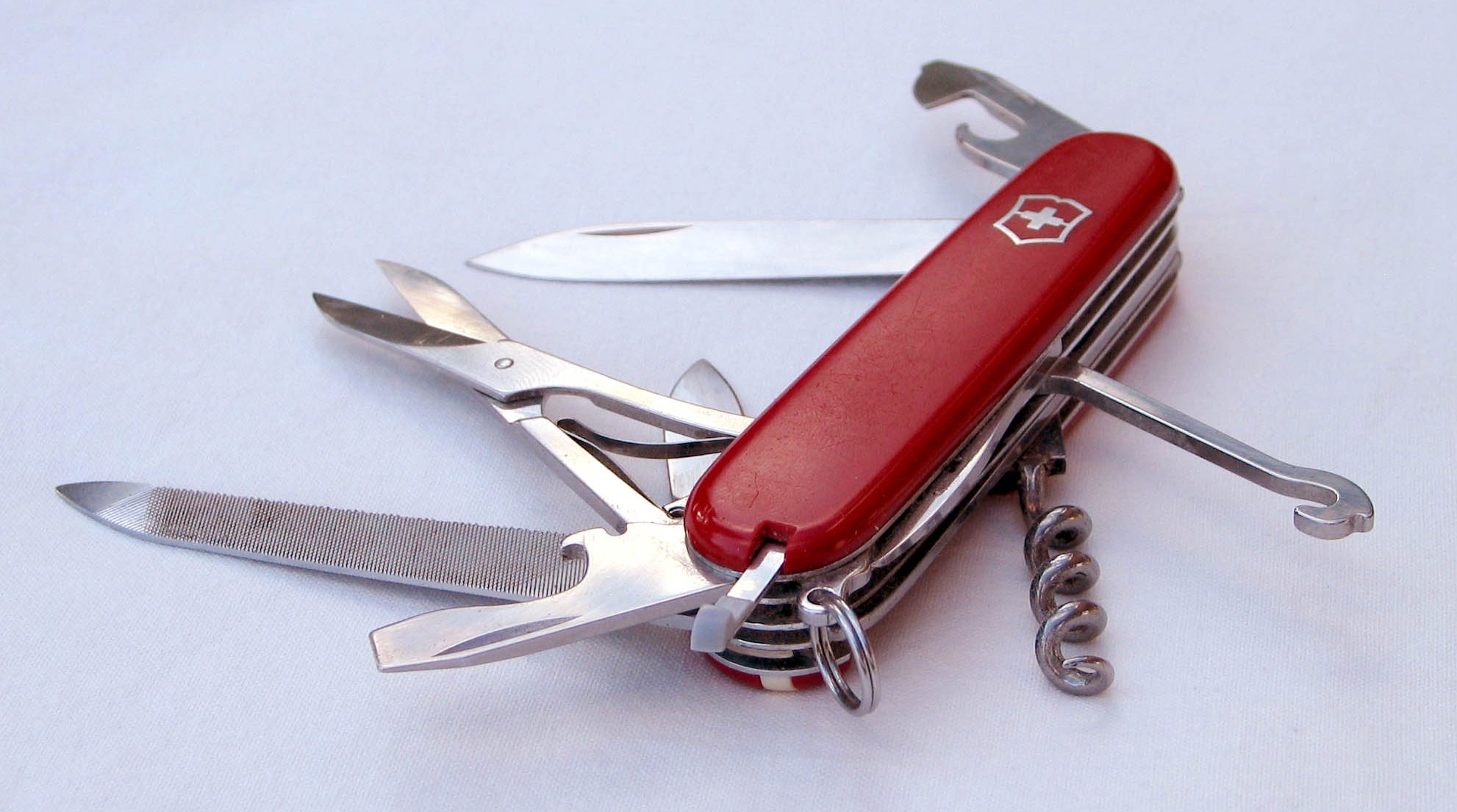
Navaja suiza abierta.

La navaja suiza (en alemán: Schweizer Offiziersmesser,  en italiano: Coltellino svizzero, en francés: Couteau suisse) es una herramienta manual de diversas funciones. Una navaja suiza incluye un cuchillo y varias herramientas más, como destornilladores, tijera, lima y abrebotellas. Estos accesorios se guardan dentro del mango de la navaja mediante un mecanismo que gira alrededor de un eje de pivote. 
Existen varios diseños y tipos de navaja suiza, con diferentes combinaciones de herramientas para tareas específicas. El término navaja suiza se utiliza habitualmente como sinónimo de navaja de bolsillo y algunas veces se emplea para describir un instrumento.

## Historia

### Orígenes
En 1891, Karl Elsener, por aquel entonces propietario de una compañía que fabricaba cuchillos y equipamiento quirúrgico, descubrió (para su consternación) que las navajas de bolsillo del Ejército suizo estaban fabricadas en Alemania. Vejado, fundó la Asociación Suiza de Cuchilleros. Su propósito era simple: cuchillos suizos para el ejército suizo.
Elsener comenzó a trabajar en lo que era el antecesor de la navaja suiza moderna, llamado "cuchillo del soldado". El original tenía un mango de madera (en comparación con el plástico y el metal que podemos ver hoy día) que incorporaba una cuchilla, un destornillador para el fusil (el arma no disponía de un destornillador para montarla y desmontarla, una tarea básica que tienen que hacer todos los soldados), un abrelatas para los víveres y un sacabocados para las sillas y arneses de cuero. Este cuchillo, ya impresionante, fue vendido al Ejército suizo, pero Elsener no estaba satisfecho con su creación. En 1897, después de seis años de duro trabajo, decidió poner las cuchillas en ambos lados del mango mediante un resorte especial que permitía usar el mismo resorte para todas las herramientas, una innovación increíble en aquel entonces. Esto posibilitó que Elsener pusiera dos características más a la navaja: agregó una segunda cuchilla y un sacacorchos. A este invento lo llamó "El Cuchillo Deportivo y de Oficial Suizo Original".

### Victorinox, Wenger y SWIZA
Elsener, a través de su compañía Victorinox, acaparó todo el mercado hasta 1893, cuando la segunda industria cuchillera de Suiza, Paul Boechat y Cía estableció su sede en Delémont, en el cantón helvético de Jura, y comenzó a vender un producto similar. Esta compañía fue adquirida posteriormente por su entonces director general, Theodore Wenger, y cambió el nombre de la compañía a Wenger. En 1908 el gobierno suizo, con el deseo de prevenir un favoritismo regional del excedente de fabricación y crear un poco de competencia con el fin de bajar los precios, dividió el contrato con Victorinox y Wenger para que cada empresa le suministrase la mitad de los productos. Por mutuo acuerdo, Wenger se anuncia como la navaja genuina del Ejército Suizo, y Victorinox utiliza el término la navaja original del Ejército Suizo. 
Sin embargo, el 26 de abril de 2005, Victorinox adquirió Wenger, dando así un vuelco al mercado de la navaja suiza para monopolizar, de nuevo, el suministro de navajas suizas. No obstante, Victorinox ha indicado que, de cara a las ventas, se mantendrán ambas marcas de fábrica intactas.
En 2015, Helvetica Brands, con sede en Delémont, lanzó una gama de navajas suizas bajo la marca Swiza, que es actual competencia de Victorinox.

## Fabricantes
Los dos fabricantes de navajas suizas, Victorinox y Wenger, cada año venden conjuntamente unas 50 000 navajas al Ejército suizo. El resto de la producción se dedica a las exportaciones, sobre todo a Estados Unidos. Las navajas de Victorinox y Wenger se pueden distinguir inmediatamente por sus logotipos: la cruz de Victorinox está rodeada por un escudo con simetría bilateral, mientras que la cruz de Wenger está rodeada por un cuadrado levemente redondeado con simetría cuadrilateral.

## Fama
La navaja suiza es característica de la serie de TV estadounidense MacGyver, donde el protagonista improvisa a menudo con las herramientas necesarias para solucionar diferentes tipos de problemas. Él utiliza frecuentemente su SAK (abreviatura por sus siglas en inglés, Swiss Army Knife) para construir mecanismos fuera de lo común.
La navaja suiza también ha sido parodiada en programas de TV, tales como Los Simpson, y la versión animada de The Tick, en la que una tropa ficticia del ejército suizo lleva petate clasificador para cada tipo de navaja. 

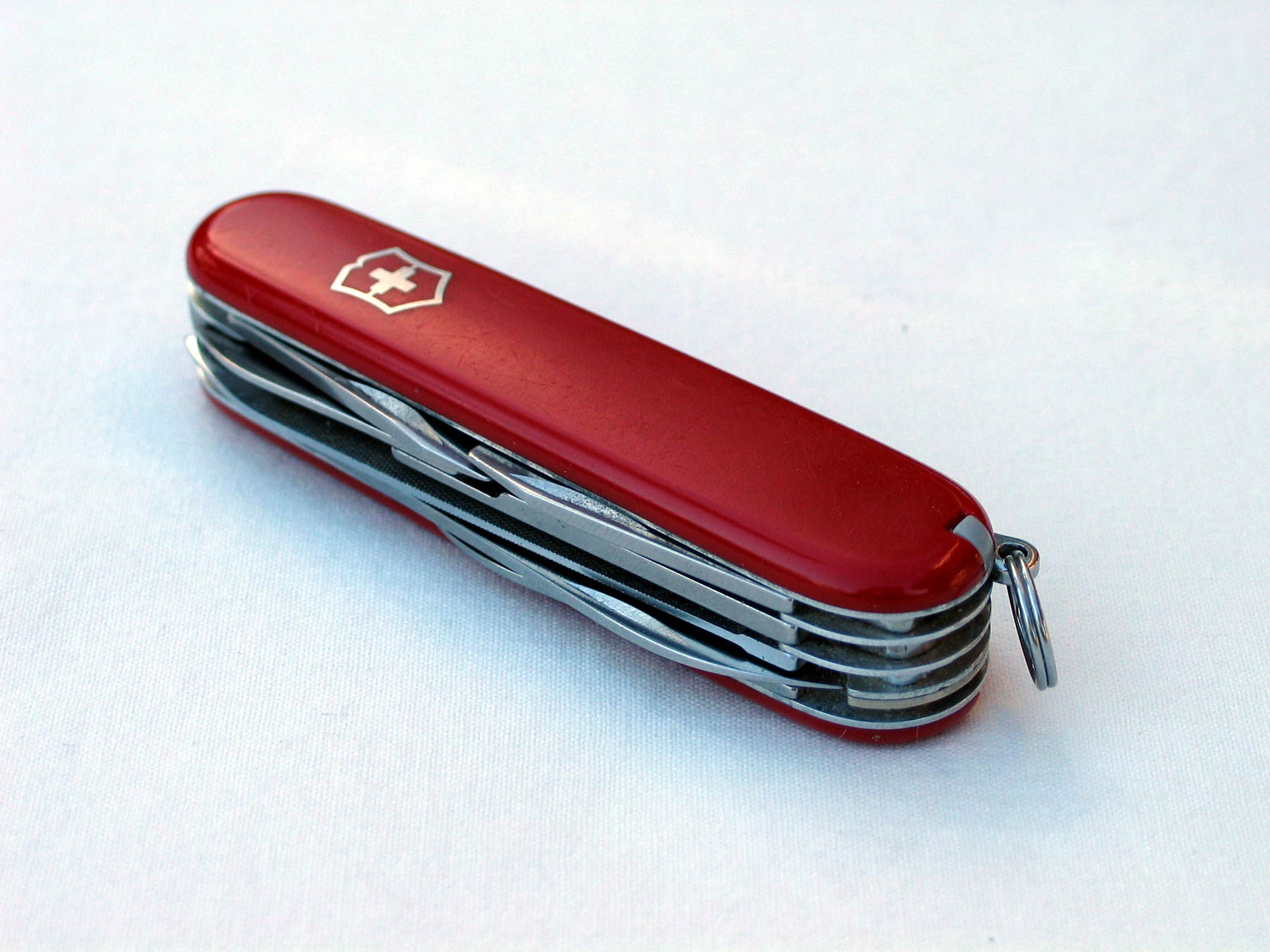
Navaja Victorinox cerrada
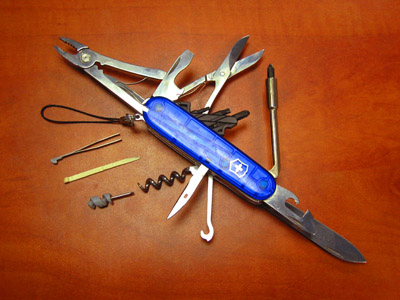
Navaja Victorinox